# Aşk Kaç Beden Giyer?
Aşk Kaç Beden Giyer? es el quinto álbum de Hadise. Es un álbum en turco y tiene 9 canciones. Posee fotografías sensuales.

## Lista de temas
| Nº | Canción                | Duración |
| -- | ---------------------- | -------- |
| 1. | «Burjuva»              | 4:06     |
| 2. | «Mesajimi almistiro»   | 3:49     |
| 3. | «AŞK KAÇ BEDEN GİYER?» | 3:21     |
| 4. | «Kalbine Yalan Bulma»  | 4:31     |
| 5. | «Melek»                | 4:01     |
| 6. | «Yetenek»              | 3:35     |
| 7. | «Superman»             | 3:43     |
| 8. | «Macera»               | 3:10     |
| 9. | «Harakiri»             | 3:39     |

## Videoclips
- Superman, 2011
- ASK KAÇ BEDEN GIYER?, 2011
- Mesajımı almıştır o , 2012

- Datos: Q4808187